# 代澤 (亞利桑那州)
代澤（英語：Daze）是位於美國亞利桑那州可可尼諾縣的一個非建制地區。該地的面積和人口皆未知。

## 地理
代澤的座標為35°14′56″N 112°24′16″W / 35.24889°N 112.40444°W，而該地的平均海拔高度為1738米（即5702英尺）。